# Psaume 97 (96)

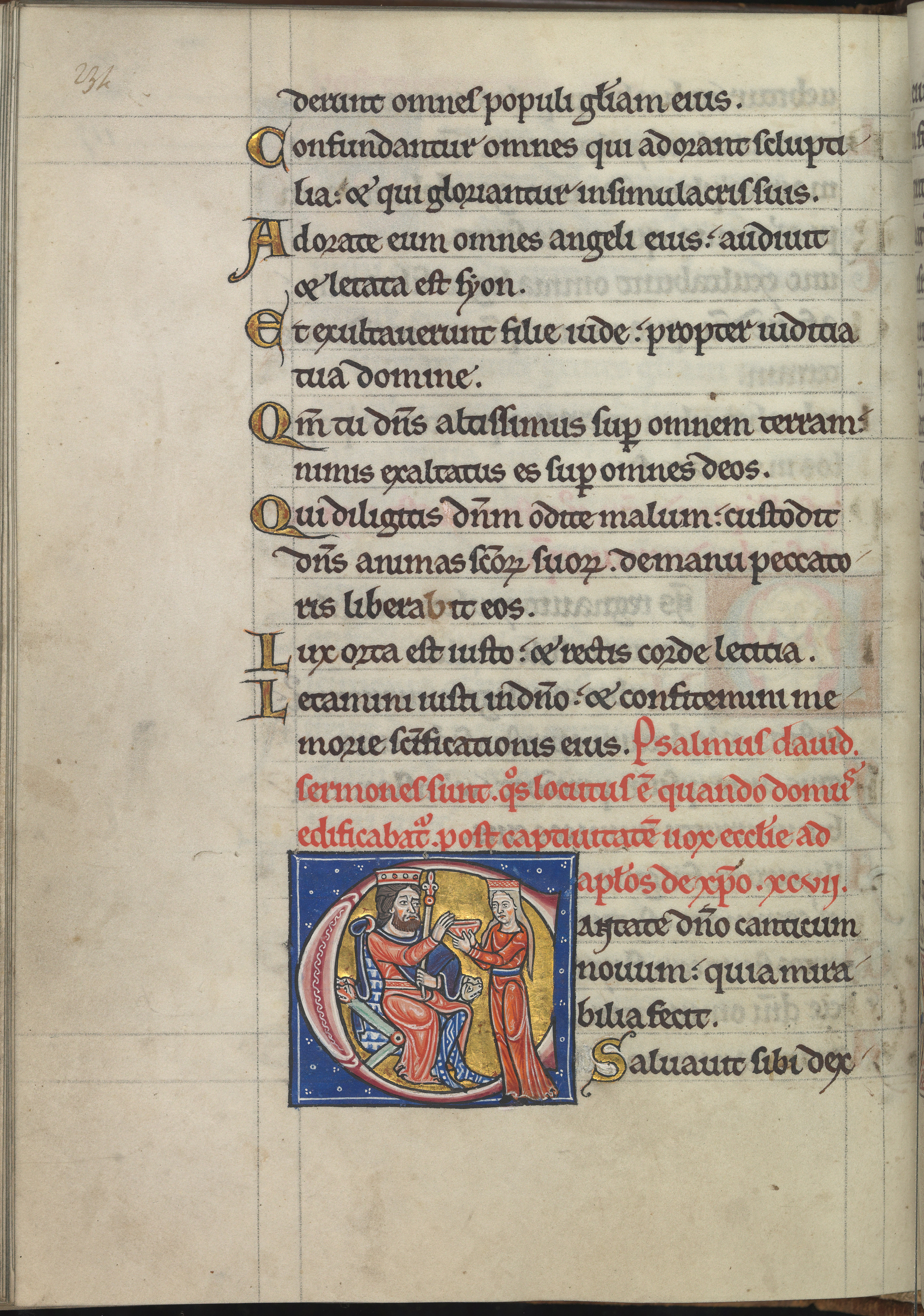
Psaume 97 illustré dans le psautier d'Aliénor d'Aquitaine

Le  psaume 97 (96 selon la numérotation grecque) est un des psaumes royaux, qui s’étendent du psaume 93 jusqu’au psaume 99.
Ce psaume fait régulièrement partie des liturgies juive, catholique, anglicane et protestante. Il a été souvent mis en musique, notamment par Otto Nicolai en allemand, et par Antonín Dvořák par une version tchèque dans ses Chansons Bibliques.

## Texte
| 1  | א יְהוָה מָלָךְ, תָּגֵל הָאָרֶץ; יִשְׂמְחוּ, אִיִּים רַבִּים.                     | L’Éternel règne : que la terre soit dans l’allégresse, que les îles nombreuses se réjouissent !                                                              | huic David quando terra eius restituta est Dominus regnavit exultet terra laetentur insulae multae        |
| 2  | ב עָנָן וַעֲרָפֶל סְבִיבָיו; צֶדֶק וּמִשְׁפָּט, מְכוֹן כִּסְאוֹ.                   | Les nuages et l’obscurité l’environnent, la justice et l’équité sont la base de son trône.                                                                   | nubes et caligo in circuitu eius iustitia et iudicium correctio sedis eius                                |
| 3  | ג אֵשׁ, לְפָנָיו תֵּלֵךְ; וּתְלַהֵט סָבִיב צָרָיו.                           | Le feu marche devant lui, et embrase à l’entour ses adversaires.                                                                                             | ignis ante ipsum praecedet et inflammabit in circuitu inimicos eius                                       |
| 4  | ד הֵאִירוּ בְרָקָיו תֵּבֵל; רָאֲתָה וַתָּחֵל הָאָרֶץ.                          | Ses éclairs illuminent le monde, la terre le voit et tremble ;                                                                                               | adluxerunt fulgora eius orbi terrae vidit et commota est terra                                            |
| 5  | ה הָרִים--כַּדּוֹנַג, נָמַסּוּ מִלִּפְנֵי יְהוָה: מִלִּפְנֵי, אֲדוֹן כָּל-הָאָרֶץ.        | les montagnes se fondent comme la cire devant l’Éternel, devant le Seigneur de toute la terre.                                                               | montes sicut cera fluxerunt *a facie Domini; a facie Domini omnis terrae                                  |
| 6  | ו הִגִּידוּ הַשָּׁמַיִם צִדְקוֹ; וְרָאוּ כָל-הָעַמִּים כְּבוֹדוֹ.                    | Les cieux publient sa justice, et tous les peuples voient sa gloire.                                                                                         | adnuntiaverunt caeli iustitiam eius et viderunt omnes populi gloriam eius                                 |
| 7  | ז יֵבֹשׁוּ, כָּל-עֹבְדֵי פֶסֶל-- הַמִּתְהַלְלִים בָּאֱלִילִים;הִשְׁתַּחֲווּ-לוֹ, כָּל-אֱלֹהִים. | Ils sont confus, tous ceux qui servent les images, qui se font gloire des idoles. Tous les dieux se prosternent devant lui.                                  | confundantur omnes qui adorant sculptilia qui gloriantur in simulacris suis adorate eum omnes angeli eius |
| 8  | ח שָׁמְעָה וַתִּשְׂמַח, צִיּוֹן, וַתָּגֵלְנָה, בְּנוֹת יְהוּדָה--לְמַעַן מִשְׁפָּטֶיךָ יְהוָה.   | Sion l’entend et se réjouit, les filles de Juda sont dans l’allégresse, à cause de tes jugements, ô Éternel !                                                | audivit et laetata est Sion et exultaverunt filiae Iudaeae propter iudicia tua Domine                     |
| 9  | ט כִּי-אַתָּה יְהוָה, עֶלְיוֹן עַל-כָּל-הָאָרֶץ;מְאֹד נַעֲלֵיתָ, עַל-כָּל-אֱלֹהִים.     | Car toi, Éternel ! tu es le Très-Haut sur toute la terre, tu es souverainement élevé au-dessus de tous les dieux. Vous qui aimez l’Éternel, haïssez le mal ! | quoniam tu Dominus Altissimus super omnem terram nimis superexaltatus es super omnes deos                 |
| 10 | י אֹהֲבֵי יְהוָה, שִׂנְאוּ-רָע:שֹׁמֵר, נַפְשׁוֹת חֲסִידָיו; מִיַּד רְשָׁעִים, יַצִּילֵם.   | Il garde les âmes de ses fidèles, il les délivre de la main des méchants.                                                                                    | qui diligitis Dominum odite malum custodit animas sanctorum suorum de manu peccatoris liberabit eos       |
| 11 | יא אוֹר, זָרֻעַ לַצַּדִּיק; וּלְיִשְׁרֵי-לֵב שִׂמְחָה.                          | La lumière est semée pour le juste, et la joie pour ceux dont le cœur est droit.                                                                             | lux orta est iusto et rectis corde laetitia                                                               |
| 12 | יב שִׂמְחוּ צַדִּיקִים, בַּיהוָה; וְהוֹדוּ, לְזֵכֶר קָדְשׁוֹ.                    | Justes, réjouissez-vous en l’Éternel, et célébrez par vos louanges sa sainteté !                                                                             | laetamini iusti in Domino et confitemini memoriae sanctificationis eius                                   |

## Thèmes
Le psaume 97 préfigure l'ère messianique du règne de Dieu sur terre. Ses versets mentionnent la souveraineté de Dieu, sa promulgation de la justice, et la joie qui va en découler.

## Usages liturgiques

### Dans le judaïsme
- Le psaume 97 est le troisième des six psaumes récités lors de la Kabbalat Shabbat (Accueillir le Shabbat)[5]. Ces six psaumes représentent les six jours de la semaine, ainsi le Psaume 97 correspond à la troisième journée (mardi)[6].
- Le verset 11 du psaume, "la Lumière est semée pour le juste...", est récité par les Juifs Ashkénazes au début du service de Kol Nidre pour Yom Kippour[7].
- Le verset 11 est également l'un des versets que le Choulhan Aroukh (Code de la Loi Juive) conseille à une personne de dire s'il a des difficultés à s'endormir[8].

### Dans le christianisme

#### Chez les catholiques
Le Psaume 97 (96) est actuellement chanté dans la liturgie des Heures à l’office de laudes le mercredi de la deuxième semaine.

## Mise en musique
Heinrich Schütz a adapté ce psaume en allemand dans le cadre de son Psautier Becker, qu'il a publié en 1628. Intitulé "Der Herr ist König überall" (Le seigneur est Roi partout), il est catalogué comme SWV 195.
. Henry Desmarest a composé un grand motet (date inconnue). Jean-Joseph Cassanéa de Mondonville a composé un grand motet sur ce texte en 1734.  Jean Sébastien Bach a écrit le premier mouvement d'une cantate de mariage, Dem Gerechten muß das Licht (BWV 195), à partir des versets 11 et 12, probablement en 1727.
Friedrich Ludwig Benda mis en musique le psaume en l'allemand sous forme de cantate pour trois solistes, chœur et orchestre en 1786. Otto Nicolai a écrit un motet en allemand pour chœur a cappella, avec des solos, "Der Herr ist König" (Le Seigneur est Roi) en 1832, publié par Bote & Bock, Berlin, en 1977.
Antonín Dvořák ensemble les versets 2 à 6 en tchèque de la musique dans le premier de ses Chants Bibliques, Op. 99, en 1894 ,.
Les œuvres pour services religieux anglicans incluent une version par Joseph Barnby, Le Seigneur est Roi.

## Sources
- Alfred Dürr et Richard D. P. Jones, The Cantatas of J. S. Bach : With Their Librettos in German-English Parallel Text, Oxford University Press, 2005, 753–757 p. (ISBN 978-0-19-816707-5, lire en ligne)
- (en) Lea Mazor, Book of Psalms, New York, Oxford University Press, 2011, 934 p. (ISBN 978-0-19-973004-9, lire en ligne)

- Jennifer Pankhurst, « The Conventions of Biblical Poetry », sur myjewishlearning.com, 2018 (consulté le 3 avril 2018)

- « Der 97. Psalm », Renaissance Musikverlag, 2018 (consulté le 1er juillet 2018)

- « Biblical Songs », sur antonin-dvorak.cz, 2018 (consulté le 1er juillet 2018)

- « Psalm 97 », Carus, 2018 (consulté le 1er juillet 2018)